# Андреев, Ярослав Николаевич
Ярослав Николаевич Андреев (26.04.1927, Ленинград — 09.04.1994, г. Снежинск Челябинской области) — советский учёный в области теоретической и экспериментальной физики, лауреат Государственной премии СССР (1977).
Окончил Ленинградский электротехнический институт (1951). Работал в КБ-11 (ныне РФЯЦ — ВНИИЭФ) как физик-экспериментатор и физик-теоретик.
С 1969 г. научный сотрудник ВНИИП (ныне РФЯЦ — ВНИИТФ им. акад. Е. И. Забабахина), руководитель физических опытов по воздействию поражающих факторов ядерного взрыва, инициатор и разработчик теоретических основ ряда методов физических измерений при натурных испытаниях. Должности — старший научный сотрудник, начальник отдела научно-технической информации (1974), председатель научно-технического совета № 1 (1977—1981), введущий научный сотрудник.
Кандидат физико-математических наук (1967).
Лауреат Государственной премии СССР (1977).